# جامع الاصول
جامع الاصول من احادیث الرسول اثر مجدالدین بن اثیر (۵۴۴–۶۰۶) است. در منابع مختلف نام کتاب به گونه‌های مختلف ضبط شده مانند: جامع الاصول فی احادیث الرسول و جامع الاصول لاحادیث الرسول. نویسنده کتاب را براساس کتاب التجرید للصحاح الستة اثر رزین بن معاویه نوشته است. روش ترتیب احادیث کتاب، براساس ابواب معانی و مفاهیم است. کتاب به سه بخش کلی تقسیم می‌شود: مبادی، مقاصد و خواتیم. ملحقاتی برای این کتاب نیز با عنوان تتمه جامع الاصول فی احادیث الرسول نوشتهٔ خود ابن اثیر دربارهٔ صحابه، تابعین و دیگر افراد نامبرده‌نشده در جامع الاصول موجود است.